# ゲオルク・フォン・バッセヴィッツ＝ベール

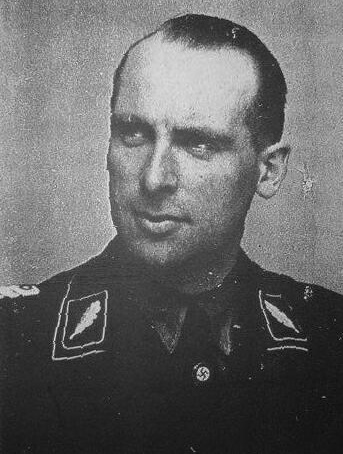
ゲオルク・フォン・バッセヴィッツ＝ベール

ゲオルク・フォン・バッセヴィッツ＝ベール（Georg, Graf von Bassewitz-Behr、1900年3月21日‐1949年1月）は、ナチス・ドイツの親衛隊（SS）の将軍。最終階級は親衛隊中将（SS-Gruppenführer）、武装親衛隊中将（Generalleutnant der Waffen-SS）及び警察中将（Generalleutnant der Polizei）。爵位は伯爵（Graf）。

## 略歴
1900年、ドイツ帝国の領邦メクレンブルク＝シュヴェリーン大公国のリュッツォウ（Lützow）に貴族騎兵将校の息子として生まれる。第一次世界大戦には歩兵としてドイツ帝国軍に従軍。敗戦後のヴァイマル共和国時代には農業を勉強し、民間の右翼武装組織「鉄兜団」に入隊した。1931年2月1日にナチス党の親衛隊（SS）に入隊。親衛隊の自動車部隊の指揮官などを務めた。1935年6月から7月にかけてはアメリカを訪問し、自動車工場などを視察した。ドイツへ帰国後、1936年8月から1941年4月まで親衛隊本部（SS-Hauptamt）の一般親衛隊自動車化部門の部長を務めた。
1940年5月の間、第3SS装甲師団の第6連隊に属する対戦車部隊の指揮官を務めていた時期がある。1941年9月から11月にかけて「東国」親衛隊及び警察高級指導者（HSSPF „Ostland“）ハンス・アドルフ・プリュッツマンの下で勤務し、1941年11月から1942年8月にかけて「ドニエプロペトロフスク」親衛隊及び警察指導者（SSPF „Dnjepropetrowsk“）となり、同地の親衛隊守備隊の指揮にあたった。1942年8月から1943年4月にかけて「モギレフ」親衛隊及び警察指導者(SSPF „Mogilew“)に転じた。またこの間の1942年11月から1943年3月にかけて「中央ロシア」親衛隊及び警察高級指導者（Höhere SS- und Polizeiführer „Rußland-Mitte“） のエーリヒ・フォン・デム・バッハ＝ツェレウスキーの代理を務めている。
1943年2月にハンブルクを中心にドイツ北部の親衛隊と警察を管轄する「北海」親衛隊及び警察高級指導者（Höhere SS und Polizeiführer „Nordsee“）に任命された。4月から「北海」親衛隊上級地区（SS-Oberabschnitt „Nordsee“）司令官を兼務した。以降敗戦までこの2つの地位を保持した。
ドイツの敗戦後、イギリス軍に捕まった後、ソ連へ引き渡された。1949年1月中にソ連での拘禁中に死亡させられたとみられている。

## キャリア

### 階級
- 1932年9月、親衛隊軍曹（SS-Scharführer）
- 1933年3月9日、親衛隊曹長（SS-Truppführer）
- 1933年9月2日、親衛隊上級曹長（SS-Obertruppführer）
- 1933年11月9日、親衛隊少尉（SS-Sturmführer）
- 1934年5月29日、親衛隊大尉（SS-Hauptsturmführer）
- 1934年6月17日、親衛隊少佐（SS-Sturmbannführer）
- 1935年4月20日、親衛隊中佐（SS-Obersturmbannführer）
- 1936年4月20日、親衛隊大佐（SS-Standartenführer）
- 1938年9月11日、親衛隊上級大佐（SS-Oberführer）
- 1940年6月1日、武装親衛隊中佐（Waffen SS-Obersturmbannführer）
- 1942年1月1日、親衛隊少将及び警察少将（SS-Brigadeführer und Generalmajor der Polizei）
- 1943年4月20日、親衛隊中将及び警察中将（SS-Gruppenführer und Generalleutnant der Polizei）
- 1944年7月1日、武装親衛隊中将（Generalleutnant der Waffen-SS）

### 受章
- 親衛隊全国指導者名誉長剣
- 親衛隊名誉リング
- 親衛隊勤続章
- 二級鉄十字章（1939年）
- 一級鉄十字章（1939年）
- 剣付き戦功十字章
- NSKK自動車スポーツバッジ銀章
- ドイツ国家スポーツバッジ銀章（Deutsches Reichssportabzeichen）